# Cumeen
Cumeen of isopropylbenzeen is een organische verbinding met als brutoformule C9H12. De stof komt voor als een kleurloze ontvlambare vloeistof met een kenmerkende doordringende aromatische geur. De stof is niet oplosbaar in water, maar wel in ethanol en vele andere organische oplosmiddelen.
Cumeen behoort tot de stofklasse van alkylbenzenen, waartoe ook tolueen (methylbenzeen) en ethylbenzeen behoren. Het komt voor in aardolie (0,1 tot 1 gewichtsprocent) en steenkoolteer en is een component van benzine- en dieselbrandstoffen (respectievelijk ca. 0,3 en 0,8 vol%).

## Synthese
Cumeen wordt ook synthetisch geproduceerd door de alkylering van benzeen met propeen en fosforzuur:
De wereldwijde productie van cumeen in 2000 werd geschat op 8 miljoen ton, en de verwachting was dat deze nog zou stijgen in de volgende jaren. Moderne cumeenproductie-eenheden hebben capaciteiten van 600.000 ton/jaar en meer. De meeste zijn geïntegreerd met een fenolacetoneenheid.

## Toepassingen
Cumeen wordt gebruikt voor de synthese van verschillende stoffen, hoofdzakelijk (voor meer dan 90%) van fenol en aceton via het zogenaamde cumeenproces. Verder wordt het gebruikt voor de synthese van organische peroxiden, waaronder in de eerste plaats cumeenhydroperoxide, alfa-methylstyreen en propeenoxide.
In het cumeenproces wordt cumeen met moleculair zuurstof geoxideerd tot cumeenhydroperoxide. Dit wordt dan in omgezet tot fenol en aceton:
Dit gebeurde vroeger met een zure katalysator zoals fosforzuur of zwavelzuur, maar sedert de jaren 90 van de 20e eeuw is men overgeschakeld op het gebruik van bepaalde zeolieten als katalysator, die een hogere opbrengst geven en de nadelen van het gebruik van zuren vermijden.